# Slaget vid Pydna
Slaget vid Pydna var ett slag år 168 f.Kr. nära Pydna. Makedonierna, anförda av Perseus av Makedonien, förlorade mot romarna under Lucius Aemilius Paullus och 1 000 fångar togs som gisslan och fördes till Italien, däribland kung Perseus av Makedonien, som dog i fångenskapen, och ryttmästaren och historikern Polybios.